# طوماش راتاج
طوماش راتاج هو لاعب كرة قدم تشيكي في مركز الهجوم، ولد في 21 مارس 2003. لعب مع نادي بودو/غليمت.

## وصلات خارجية
- طوماش راتاج على موقع قاعدة بيانات كرة القدم.إي يو (الإنجليزية)
- طوماش راتاج على موقع Soccerway.com (الإنجليزية)